# Römerlager Untereggingen
Das Römerlager Untereggingen ist ein römisches Militärlager im Ortsteil Untereggingen der Gemeinde Eggingen, Kreis Waldshut, am Hochrhein.
Das Lager liegt auf einem 485 m bis 490 m hoch gelegenen Plateau südlich oberhalb des Tales der Wutach, zu dem es auf seiner nördlichen Seite steil abfällt. Die Position war strategisch gut gewählt, da sie eine gute Sicht und eine Kontrolle des Wutachtals gewährleistete. Der Befund wurde 1986 bei luftbildarchäologischen Untersuchungen durch Rolf Gensheimer (1935–2007) entdeckt. Später wurden ältere Luftaufnahmen bekannt, die bereits 1979 und 1980 von Privatfliegern angefertigt worden waren.
1994 wurde eine Sondage durchgeführt, bei der ein Spitzgraben gefunden wurde, der (wie sich 1998 zeigte) noch bis zu einer Breite und Tiefe von jeweils einem Meter erhalten war, und unter Berücksichtigung von Überpflügung und Erosion ursprünglich eine Tiefe von 1,70 m erreicht haben könnte. 1998 erfolgten geomagnetische Messungen und einige Bohrungen zur Ermittlung des weiteren Grabenverlaufs, wobei sich ein Grundriss in Form eines Parallelogramms zeigte, das eine Fläche von mindestens 7,5 Hektar umfasste. Von dem Graben konnten auf der Westseite 150 m, auf der Nordseite 250 m und auf der Ostseite 350 m erfasst werden. Neben dem Spitzgraben, knapp innerhalb der Anlage wurde noch ein Befund freigelegt, der für die Pfostensetzungen einer Palisade sprechen könnte. Im Kastellinneren ergaben sich keinerlei Hinweise auf Bebauung.
Trotz des Fehlens datierbarer Funde weisen die Beobachtungen auf ein temporäres Lager des 1. Jahrhunderts hin, möglicherweise ein Marschlager oder eine Etappenstation, da der Standort im Wutachtal auf der römischen Vormarschlinie von Vindonissa in den oberen Donau- und Neckarraum lag. Damit wäre eine Datierung in frühflavische Zeit denkbar, obgleich das Kastell in der Literatur zuweilen auch als „frührömisch“ angesprochen wurde.